# Noord-Korea op de Olympische Winterspelen 1998
Tijdens de Olympische Winterspelen van 1998, die in Nagano (Japan) werden gehouden, nam Noord-Korea voor de zesde keer deel.

## Deelnemers en resultaten
(m) = mannen, (v) = vrouwen 

### Schaatsen
| Olympiër     | Discipline | Resultaat | Prestatie                   |
| ------------ | ---------- | --------- | --------------------------- |
| Kim Jong-hui | 500 m (v)  | 35e       | 1.23,74 (+7,14) 42,17+41,57 |
| Kim Jong-hui | 1000 m (v) | 37e       | 1.23,88 (+7,37)             |
| Kim Ok-hui   | 1000 m (v) | 36e       | 1.23,37 (+6,86)             |

### Shorttrack
| Olympiër                                            | Discipline           | Resultaat | Prestatie                                     |
| --------------------------------------------------- | -------------------- | --------- | --------------------------------------------- |
| Han Sang-guk                                        | 500 m (m)            | 26e       | dnq, vr 1 (4e): 44,206                        |
| Han Sang-guk                                        | 1000 m (m)           | 23e       | dnq, vr 8 (3e): 1.34,220                      |
| Yun Chol                                            | 500 m (m)            | 27e       | dnq, vr 5 (4e): 45,014                        |
| Yun Chol                                            | 1000 m (m)           | 26e       | dnq, vr 3 (4e): 1.33,133                      |
| Han Ryon-hui                                        | 500 m (v)            | dq        | dnq, vr 3: diskwalificatie                    |
| Han Ryon-hui                                        | 1000 m (v)           | 13e       | dnq, kf 1 (4e): 1.34,405, vr 5 (2e): 1.34,493 |
| Ho Jong-hae                                         | 1000 m (v)           | 17e       | dnq, kf 3 (4e): 1.38,546, vr 8 (2e): 1.44,256 |
| Hwang Ok-sil                                        | 500 m (v)            | 22e       | dnq, vr 5 (3e): 46,987                        |
| Jong Ok-myong                                       | 500 m (v)            | 16e       | dnq, kf 2: diskwalificatie, vr 1 (2e): 46,835 |
| Jong Ok-myong                                       | 1000 m (v)           | dq        | dnq, vr 7: diskwalificatie                    |
| Han Ryon-hui Ho Jong-hae Hwang Ok-sil Jong Ok-myong | 3000 m aflossing (v) | 7e        | B-finale: 4.27,030, hf 2 (3e): 4.25,126       |

Amerikaanse Maagdeneilanden · Andorra · Argentinië · Armenië · Australië · Azerbeidzjan · België · Bermuda · Bosnië en Herzegovina · Brazilië · Bulgarije · Canada · Chili · China · Chinees Taipei · Cyprus · Denemarken · Duitsland · Estland · Finland · Frankrijk · Georgië · Griekenland · Groot-Brittannië · Hongarije · Ierland · IJsland · India · Iran · Israël · Italië · Jamaica · Japan · Joegoslavië · Kazachstan · Kenia · Kirgizië · Kroatië · Letland · Liechtenstein · Litouwen · Luxemburg · Macedonië · Moldavië · Monaco · Mongolië · Nederland · Nieuw-Zeeland · Noord-Korea · Noorwegen · Oekraïne · Oezbekistan · Oostenrijk · Polen · Portugal · Puerto Rico · Roemenië · Rusland · Slovenië · Slowakije · Spanje · Trinidad en Tobago · Tsjechië · Turkije · Uruguay · Venezuela · Verenigde Staten · Wit-Rusland · Zuid-Afrika · Zuid-Korea · Zweden · Zwitserland